# Parafia Podwyższenia Krzyża Świętego w Smarchowicach Wielkich
Parafia Podwyższenia Krzyża Świętego – rzymskokatolicka parafia w Smarchowicach Wielkich. Parafia należy do dekanatu Namysłów zachód w archidiecezji wrocławskiej.  

## Historia parafii
Parafia została erygowana w 1988 roku. Obsługiwana jest przez księży archidiecezjalnych. Jej proboszczem od 2010 roku jest ksiądz Przemysław Paluch.

## Inne kościoły i kaplice
Do parafii należy kościół filialny św. Marii Magdaleny w Ziemiełowicach.

## Liczebność i zasięg parafii
Parafię zamieszkuje 1057 mieszkańców. Swym zasięgiem terytorialnym obejmuje ona miejscowości:
- Smarchowice Wielkie,
- Nowe Smarchowice,
- Ziemiełowice.

### Szkoły i przedszkola
- Publiczne Przedszkole w Smarchowicach Wielkich,
- Publiczna Szkoła Podstawowa w Smarchowicach Wielkich.

## Cmentarze
- Cmentarz parafialny w Smarchowicach Wielkich.

## Wspólnoty i grupy parafialne
- Żywy Różaniec,
- Straż Honorowa,
- Schola,
- Lektorzy,
- Ministranci.[2]

## Parafialne księgi metrykalne
| Księgi metrykalne | Okres ewidencji |
| ----------------- | --------------- |
| chrztów           | 1988 -          |
| ślubów            | 1988 -          |
| zgonów            | 1988 -          |